# Dorota Ściurka
Dorota Ściurka (7 de enero de 1981) es una jugadora profesional de voleibol polaco, juego de posición receptor/atacante. Desde la temporada 2019/2020, juega para el equipo UKS Szóstka Mielec.

## Palmarés

### Clubes
Copa de Polonia:
- 2012[2]

Campeonato de Polonia:
- 2012

### Selección nacional
Universiada:
- 2007